# FeardotCom
FeardotCom (Nederlands: angst punt com) is een internationale horrorfilm uit 2002, geregisseerd door de Amerikaan William Malone.

## Verhaal
In New York komen twee oudere mannen, een Duitse uitwisselingsstudent en diens vriendin op
mysterieuze wijze om het leven, allen met bloedende ogen. Het enige verband tussen hen lijkt te zijn
dat ze 48 uur voor hun dood de website feardotcom.com bezochten, een website waarop te zien is hoe
mensen doodgemarteld worden en die bezoekers uitnodigt deel te nemen aan het 'spel'. Ze krijgen 48
uren de tijd om de vrouw die hen uitnodigt te vinden of ze sterven.
Politierechercheur Mike Reilly ontdekt dat de zaak verband houdt met een eerder onderzoek naar een
seriemoordenaar die nooit werd gevonden. Een toenmalig slachtoffer, een jong meisje, blijkt als geest
wraak te willen nemen op de seriemoordenaar. Samen met onderzoekster Terry Huston probeert Reilly die
laatste te vatten. Ze bezoeken allebei de website en komen bijna om het leven, maar vinden
uiteindelijk de moordenaar en kunnen daarenbij nog een ander jong meisje van de dood redden.

## Rolbezetting
| Acteur            | Personage      | Opmerkingen                                  |
| ----------------- | -------------- | -------------------------------------------- |
| Stephen Dorff     | Mike Reilly    | Politierechercheur.                          |
| Natascha McElhone | Terry Huston   | Onderzoekster van de gezondheidsdienst.      |
| Stephen Rea       | Alistair Pratt | De "dokter", seriemoordenaar.                |
| Udo Kier          | Polidori       | Duitse uitwisselingsstudent, slachtoffer.    |
| Amelia Curtis     | Denise Stone   | Computerdeskundige, ontdekt de moordwebsite. |
| Jeffrey Combs     | Sykes          |                                              |
| Nigel Terry       | Turnbull       |                                              |
| Gesine Cukrowski  | Jeannine       | Slachtoffer dat wraak wil nemen.             |
| Michael Sarrazin  | Frank Bryant   |                                              |
| Jana Güttgemanns  | Jeannine       | Het blonde meisje.                           |
| Anna Thalbach     | Kate           |                                              |
| Siobhan Flynn     | Thana Brinkman |                                              |
| Evie Garratt      |                | Oude zwerfster in de staalfabriek.           |

## Prijzen en nominaties
De film kreeg volgende prijzen en nominaties:
- Amsterdam Fantastic Film Festival 2004: nominatie grote prijs van Europese fantasiefilm in goud voor William Malone.
- Dallas-Fort Worth Film Critics Association Awards 2003: winnaar slechtste film.
- Fantafestival 2003: winnaar grote prijs van Europese fantasiefilm in zilver voor William Malone.
- Sitges - Catalaans Internationaal Filmfestival 2002: 'nominatie beste film voor William Malone.